# Michel Bouvard (homme politique)
Pour les articles homonymes, voir Michel Bouvard et Bouvard.
Michel Bouvard est un homme politique français, né le 17 mars 1955 à Argenteuil (Val-d'Oise). Membre du parti Les Républicains, il est élu du département de la Savoie et ancien parlementaire.

## Biographie

### Carrière politique
Michel Bouvard est élu en 1982 conseiller général de Chambéry-Nord à l'âge de 27 ans. En 1983, il est deuxième sur la liste municipale de Pierre Dumas, ancien ministre du Général de Gaulle qui gagne les élections municipales. Le nouveau maire lui confie la présidence de l'office HLM de la ville qu'il transforme en OPAC et des sociétés immobilières de la ville.
En 1985, alors que ce canton est partagé en deux en raison de son importante population, il choisit de rester dans le nouveau canton de Chambéry-Est. En 2008, malgré la victoire au premier tour de Bernadette Laclais à la mairie de Chambéry et le basculement de l'autre canton renouvelable à gauche, il est réélu en 2008 avec 39 voix d'avance sur le candidat socialiste,  son canton étant le seul de la ville à rester à droite. Sa suppléante cantonale est Geneviève Hostache, professeur d’allemand, directrice du collège privé Notre-Dame-du-Rocher depuis 1987. 
Il est élu député pour la première fois en 1993, puis réélu en 1997, 2002 et 2007 dans la 3e circonscription de la Savoie. Il fait partie des groupes RPR puis UMP. 
En 2009, il fait adopter en loi de finances le dispositif de défiscalisation dit loi "Censi-Bouvard" pour les investissements en LMNP (Loueur Meublé Non Professionnel) pour les maisons de retraites, résidences étudiants et résidences de tourisme. Il a été successivement rapporteur spécial de la commission des finances pour les budgets des transports terrestres, du tourisme, du travail, et de l'enseignement supérieur et de la recherche. A ce titre il est l'auteur d'une réforme de la taxe de séjour, et a préfiguré dans le rapport de la mission d'évaluation et de contrôle de la commission des finances rédigé conjointement avec Alain Claeys député maire PS de Poitiers, la loi sur l'autonomie des universités. 
Il est victime d'un arrêt cardiaque en 2010 qui contribue à l'annonce, début 2012, de sa volonté de ne pas se représenter à un cinquième mandat de député, après 19 ans de mandat qui ont marqué le département. Son suppléant, Pierre-Marie Charvoz, conseiller général et maire de Saint-Jean-de-Maurienne, avait annoncé peu avant sa démission de l'UMP et déclare sa candidature dans la troisième circonscription de la Savoie. Malgré la majorité obtenue par Nicolas Sarkozy au 2e tour de l’élection présidentielle dans la 3e circonscription il ne parvient pas à prendre la succession de Michel Bouvard lors des élections législatives de 2012.
Lors des élections législatives de 2017, il préside le comité de soutien de son ancienne collaboratrice Emilie Bonnivard, vice présidente LR du conseil régional, à qui l'investiture avait été refusée en 2012, qui est élue avec près de 54% des voix, en devançant le candidat LREM; PM. Charvoz qui se réclamait de la majorité présidentielle ayant été éliminé dès le premier tour.
Il a présidé de 1998 à 2000 l'association Nationale des élus de la montagne puis de 2002 à 2005 l'association européenne des élus de la montagne.  Premier président du nouveau comité de massif des Alpes de 2004 à 2010,  il élabore le schéma de massif et s'engage dans la défense des éleveurs face à la présence du loup dans les Alpes.Il quitte la Présidence du comité de massif en 2010 pour permettre l'alternance avec le sud du massif, au bénéfice de Joël Giraud député PRG des Hautes-Alpes 
Michel Bouvard, est appelé le 15 septembre 2012 par le conseil d administration pour occuper la fonction de PDG du Crédit immobilier de France confronté à une incapacité de refinancement qui a justifié la demande de la garantie de l'État. Après avoir proposé différentes solutions alternatives à une stricte résolution ordonnée, il négocie le protocole de garantie avec l'État indispensable pour éviter un dépôt de bilan de la société et une défaillance sur le marché des obligations foncières de la place de Paris. Les représentants des actionnaires refuseront - malgré l'adoption du plan par les CA - de ratifier le 24 janvier 2013 sa nomination lui préférant un membre historique du Crédit Immobilier proche de l'ancien PDG.
Candidat à la demande de Jean-Pierre Vial aux  élections sénatoriales de 2014, il est élu sénateur de la Savoie le 30 septembre 2014 avec ce dernier. Il quitte son mandat en 2017 pour se mettre en conformité avec la loi sur le cumul des mandats, et apporte son soutien à Martine Berthet, maire d'Albertville qui lui succède lors de l'élection partielle organisée pour élire son successeur.  

### Séguiniste historique
Michel Bouvard a été l'un des proches de Philippe Séguin, participant avec lui à la campagne du « Non » lors du référendum de Maastricht en 1992 et soutenant l'ensemble des engagements de ce dernier au sein de sa famille politique et s'engage avec lui dans la campagne de Jacques Chirac, dès le premier tour de l'élection présidentielle de 1995. Lors du décès de l'ancien président du RPR, il a souligné qu' « il y a et il y aura toujours le souvenir et la volonté de perpétuer une tradition d'action politique motivée par les convictions, par l'intérêt national et appelant au courage dans la défense des idées face aux consensus faciles ».
Après le retrait de ce dernier de la vie politique il participa à la création en 1999 de l'association « Debout la République », courant gaulliste au sein du RPR mais refusera de suivre son fondateur dans sa rupture avec le RPR et dans la radicalisation de son discours. Il se prononce contre la mise en place du quinquennat pour le mandat présidentiel.
Michel Bouvard a été membre fondateur puis vice Président de 2008 à 2012 de l'association France.9, le club de réflexion initié par François Fillon qui se pose alors en continuateur de l'action de Philippe Séguin. Il apporte son soutien à Nicolas Sarkozy pour la campagne de l'élection présidentielle mais refuse de soutenir l'ancien Premier Ministre lors de la primaire puis lors de l'élection présidentielle de 2017. En 2005, il a défendu le oui lors du référendum constitutionnel européen considérant que ce dernier représentait un progrès par rapport au traité de Maastricht.

### Un spécialiste des finances publiques
Il est principalement impliqué sur les questions financières. Il est vice-président de la commission des Finances de l'Assemblée Nationale en 1999, il a été de 2002 à 2012 l'un des quatre membres, avec Didier Migaud, puis Thierry Carcenac, Charles de Courson et Jean Pierre Brard,  de la mission LOLF chargée de la mise en œuvre et suivi de la réforme de la procédure budgétaire de l'État. En 2007 il a été élu Président de la Commission de surveillance de la Caisse des dépôts et consignations (CDC) de 2007, fonction dans lesquelles il sera renouvelé jusqu'à son départ  en  juin 2012 - Il a notamment porté la réforme de la gouvernance de la CDC et de la distribution du livret A lors du vote de la loi de modernisation de l'économie LME de 2007, dont cette partie a été adoptée à l'unanimité. Il assure la mise en œuvre du modèle prudentiel de la CDC, et durant la crise financière de 2008 du fonds stratégique d'investissement (FSI) voulu par le Président de la République Nicolas Sarkozy en veillant au respect de l'intégrité du groupe. À la suite d'un accident de santé, il ne s'est pas représenté aux dernières élections législatives. Il siège également au sein du conseil d'orientation d'Oséo. Vice-président du Conseil général de la Savoie, il est chargé des questions financières, notamment liées aux participations du département dans les stations de ski.
Parmi les députés, Michel Bouvard est apprécié « pour l'activité intense qu'il consacre au travail parlementaire et à la Savoie», et « son assiduité et la pertinence de son travail, dans ses instances, ont souvent été saluées par ses collègues parlementaires. »
Il a été nommé conseiller maître à la Cour des comptes en avril 2013, qu'il réintègre en juin 2017.
Michel Bouvard contribue régulièrement aux travaux de la fondation internationale pour les finances publiques FONDAFIP.

## Mandats

### Conseil municipal de Chambéry
- 06/03/1983 - 12/03/1989 : adjoint au maire de Chambéry (Savoie)
- 19/03/1989 - 18/03/2001 : conseiller municipal de Chambéry (Savoie)

### Conseil général de la Savoie
- 14/03/1982 - 01/07/2021 : conseiller général puis départemental de la Savoie
- 02/10/1988 - 01/07/2021 : vice-président du conseil général puis départemental de la Savoie

### Parlement
- 02/04/1993 - 17/06/2012 : député de la 3e circonscription de Savoie
- 28/09/2014 - 31/05/2017 : sénateur de la Savoie

## Décoration
- Chevalier de la Légion d'honneur (14 juillet 2018)[9]